# 馬渕晴子
馬渕 晴子（まぶち はるこ、1936年〈昭和11年〉11月2日 - 2012年〈平成24年〉10月3日）は、日本の女優。東京都出身。身長159cm、体重40kg。夫は井上孝雄（1994年死別）。次男は陶芸家の井上恵介。
本名は井上明子（いのうえ はるこ）。

## 人物・来歴
東京都立明正高等学校（現・東京都立芦花高等学校）在学中に日活にスカウトされ、1954年『女人の館』でスクリーンデビュー。1957年、NHK専属女優となり、小林千登勢・冨士眞奈美と「NHK3人娘」と呼ばれて人気を博す。
1960年に俳優の井上孝雄と結婚したことで一時芸能界を離れるが、1966年の『記念樹』で復帰する。
日本人女優として初めてヌードグラビアを披露しており、『アサヒカメラ』誌上での見事なヌードは話題を呼んだ。
居住していた都内のマンションが地上げ屋の被害に遭い、不動産業者と裁判で争う姿がワイドショーで連日報道され、一躍時の人となり、1986年には新語・流行語大賞において地揚げ・底地買いで不快語追放応援賞を受賞（裁判には全面敗北しているが、当時のバブル崩壊による地価の暴落で業者はマンションの地上げを断念した）。これらの行動から「闘う女優」と報道されることもあった。
晩年は病を押しながらも女優業をこなしていたが、2012年（平成24年）10月3日午前9時51分、肺癌のため死去。75歳没。
生前は酒とタバコを愛していた。すっきりとしたスタイルと、モダンな顔立ちで幅広い役柄を演じた。

## 出演作品

### テレビドラマ
NHK
- 魔法のチョーク（1958年） - マリ子 役
- 喧嘩太郎（1959年） - 深沢雪江 役
- 国士無双（1961年）
- 風雪 (テレビドラマ)（1965年） - 岸多万喜 役
- 連続テレビ小説
  - 雲のじゅうたん（1976年） - 白川春子 役
  - 鮎のうた（1979 - 1980年） - 浜中節子 役
  - よーいドン（1982 - 1983年） - 浦野たま子 役
  - いちばん太鼓（1985 - 1986年） - 小川さと 役
  - 甘辛しゃん（1997 - 1998年） - 榊りん 役
- 銀河テレビ小説
  - 新自由学校（1978年）- 駒子 役
  - 青春戯画集（1981年） - 八重 役
- 大河ドラマ
  - 春日局（1989年） - 大蔵卿局 役
  - 葵 徳川三代（2000年） - 大蔵卿局 役
- あるときは妻（1989年）
- 土曜ドラマ（NHK）
  - 理想の男性（1990年） - 三木公子 役
- 天晴れ夜十郎（1996 - 1997年） - お熊 役
- ルージュ（2001年） - 中山文乃 役
- 人情とどけます〜江戸娘飛脚〜（2003年） - おしげ 役
- はんなり菊太郎 第2シリーズ（2004年） - 松栄 役

日本テレビ
- 嫁ゆかば（1969年） - 木村美代子 役
- 七つちがい（1971年） - 藤井悦子 役
- 火曜日の女シリーズ / クラスメート -高校生ブルース-（1971年）
- 心の旅路 (テレビドラマ)（1975 - 1976年） - 村沢章子 役
- 長七郎江戸日記（1985年） - あや 役
- 愛、ときどき嘘（1998年） - 川野貴子 役
- 火曜サスペンス劇場
  - 「黒いドレスの女」（1985年）
  - 「さよならを言えない女」（1986年）
  - 「救急指定病院 (テレビドラマ)5」（1996年） - 青木享子 役
  - 「どうぞ安らかに3」（2003年） ‐ 山崎正子 役
  - 「女検事・霞夕子22」（2004年） - 長谷部史子 役

TBS
- 木下恵介劇場・木下恵介アワー
  - 記念樹（1966 - 1967年） - 池貝（水原）園子 役
  - 女と刀（1967年） - 権領司モエ 役
  - 太陽の涙（1971年） - 宮沢泰子 役
- コメットさん（1967年） - 河越竜子（ママ） 役[9]
- 三人の母（1968年） - いね（継母） 役
- オランダおいね（1970年） - 二宮たき 役
- 娘はむすめ（1973 - 1974年）
- 幸福ゆき（1975年） - 松井初江 役
- 水戸黄門
  - 第1部 第5話「血槍の弥平 -江尻宿-」（1969年） - 静 役
  - 第3部 第7話「日本一の川人足 -島田-」（1972年） - お重 役
- 赤い激流（1977年） - 東山菊子 役
- Gメン'75
  - 第123話「野球場ナイター殺人事件」
  - 第124話「極秘作戦逆探知」（1977年） - 大村澄子 役
- やる気満々（1979年） - 坂出花枝 役
- 青い絶唱（1980 - 1981年） - 鈴木静子 役
- 娘が家出した夏 家庭ってなァに?（1981年） - 名谷景子 役
- 探偵物語（1984年） - 長谷沼君江 役
- 卒業（1990年） - 木下文子 役
- 再婚トランプ（1998年） - 青山聡子 役
- 独身生活（1999年） - 大沢郁江 役
- 銀座まんまんなか!（2003年） - 都築八重 役
- コスメの魔法 第2作（2005年） - 川村洋子 役
- 熱血ニセ家族（2007年） - 栄千代美 役/如月やよい 役
- あんどーなつ（2008年） - 安田里子 役
- 深夜食堂 （2011年） - おレンさん 役
- 月曜ドラマスペシャル
  - 「家庭欄記者・鍋嶋六郎」（1999 - 2000年） - 鍋嶋雛子 役

フジテレビ
- 侍（1961年）
- 銭形平次（1966年） - 女将
- 三匹の侍
  - 第4シリーズ 第17話「悪童ども」（1967年） - おゆう 役
  - 第5シリーズ 第6話「にがい汐」（1967年） - おたか 役
  - 第6シリーズ 第19話「女が待っている」（1969年） - おしの 役
- 市子と令子（1967年） - 徳川慶子 役
- 船場（1967 - 1968年）
- 吉田松陰（1969年） - 杉滝子 役
- 女のいくさ（1977年）
- さくらさくら（1977年） - 土方千勢 役
- 魂の試される時（1978年） - 土屋郁子 役
- また逢う日（1983年）
- わたしの姑ばなれ（1984年）
- 大奥 第50話「動乱に挑む女」（1984年） - 春日野 役
- 親戚たち（1985年） - 楠木富子 役
- 赤い殺意（1991年） - 高橋忠江 役
- 凪の光景（1992年）
- 魅せられて（1994年） - 黒田八千代 役

テレビ朝日
- 帰って来た用心棒（1968年）
- 鬼平犯科帳 第62話「罪ほろぼし」（1970年、NET / 東宝） - お新 役
- テレビスター劇場
  - 産科・歯科
    - （第1シリーズ）（1970年、MBS[注 1]）

  - 未婚・結婚・未再婚（1972年、MBS[注 1]） - 大村春美 役
- 緊急指令10-4・10-10（1972年） - 五条冬子 役
- 悪女について（1978年） - 浅井雪子 役
- 草野球・草家族（1980年） - 浦川美佐 役
- はぐれ刑事純情派（1991年） - 平野邦子 役
- 七人の女弁護士 第2シリーズ（1991年） - 篠崎加根子 役
- 相棒 Season5 第1話「杉下右京 最初の事件」（2006年） - 御手洗嘉代 役
- 京都迷宮案内 第10シリーズ（2008年） - 佐々木美弥子 役
- 土曜ワイド劇場
  - 母に捧げる犯罪（1983年）
  - 「家政婦は見た!5」（1987年） - 山根公子 役
  - 殺人行越前海岸の女（1993年）
  - 「女弁護士 朝吹里矢子7（財前版）」（2000年） - 堀タエ 役
  - 「天才刑事・野呂盆六1」（2007年） - 樽生はな 役
  - 「東京駅お忘れ物預り所3」（2009年） - 伏見初枝 役

テレビ東京
- 日本怪談劇場 第12話「怪談・乳房の呪い」（1970年）- きせ
- 大江戸捜査網 第534話「隠密大殺陣 母に別れを」（1982年） - お佐和 役
- 水曜ミステリー9
  - 「湯けむりドクター華岡万里子の温泉事件簿3」（2007年） - 雲野千鶴子 役

### 映画
- 女人の館（1954年）
- 東京夜話（1961年） - お京 役
- 妻は告白する（1961年） - 宗方理恵 役
- 祭りの準備（1975年） - 沖ときよ 役
- 異邦人の河（1975年）
- 詩雨おばさん（1977年） - 詩雨おばさん 役
- 星空のマリオット（1978年） - 石森鋭子 役
- 夕暮まで（1980年） - 園子
- ヨコハマBJブルース（1981年） - 近藤こずえ 役
- 男はつらいよ 花も嵐も寅次郎（1982年） - 小川絹子 役
- 青春の門（1982年） ‐ 「一竜」女将 役
- TOMORROW 明日（1988年） - 三浦ツイ 役
- 会社物語 MEMORIES OF YOU（1988年） - 由里の母 役
- 龍飛岬（1988年） - 北浦キヨ 役
- 夢の祭り（1989年） - みね 役
- 宇宙の法則（1990年） - 君子 役
- 遠き落日（1992年） - 二瓶タケ 役
- ルビーフルーツ（1995年） - サユリ 役
- 私立探偵 濱マイク（1996年） - 墨田喜美子 役
- 人間の翼 最後のキャッチボール（1996年） - 石丸ソデ（進一の母） 役
- ブラック・ジャック（1996年） - 綾野小路蘭子 役
- 海ほおずき The Breath（1996年） - 床屋の奥さん
- 梟の城（1999年） - 老女・楠 役
- おしまいの日（2000年） - 坂田三津子の母 役
- ある探偵の憂鬱（2000年）
- 大河の一滴（2001年） - 榎本チヨ 役
- ぷりてぃ・ウーマン（2003年） - 生駒頼子 役
- 母のいる場所（2003年） - 久野道子 役
- 北の零年（2005年） - 長谷すえ 役
- かかしの旅（2005年） - ミキの祖母 役
- ヒナゴン（2005年） - 宮本恭子先生 役
- パッチギ! LOVE&PEACE（2007年） - ホルモン屋のおばさん
- ねこのひげ（2008年） - 鈴木雅子（賢治の母） 役
- 星の国から孫ふたり（2009年） - 太田弓子 役
- ばななとグローブとジンベエザメ（2013年） ※遺作

### 舞台
- 大月みやこ特別公演「残菊物語」

### 劇場アニメ
- ちびっ子レミと名犬カピ（1970年） - ミリガン婦人

### 吹き替え
- ラスト・シューティスト（ロジャース夫人（ローレン・バコール）） ※フジテレビ版
- 野生のエルザ（ジョイ・アダムソン（ヴァージニア・マッケンナ）） ※TBS版
- 権力と陰謀 大統領の密室（リンダ・マーチン（ロイス・ネトルトン））
- サーフサイド6（ダフネ（ダイアン・マクベイン））
- 勇気（マリアンナ（ソフィア・ローレン）） ※NHK版

### カタログ
- スバル360（初期型）（富士重工業） - モデルとして出演

### CM
- 資生堂口紅「’61 キャンディトーン」（1961年）
  - 資生堂初となるキャンペーン上のCM。出演者は北沢典子・真鍋賀子・滝瑛子・馬渕晴子ら4人[10]。
- 東京ガス「ライフバル・点検信長篇」